# Chevrolet SSR
Chevrolet SSR – samochód osobowy typu pickup-cabrio klasy średniej produkowany pod amerykańską marką Chevrolet w latach 2003–2006.

## Historia i opis modelu

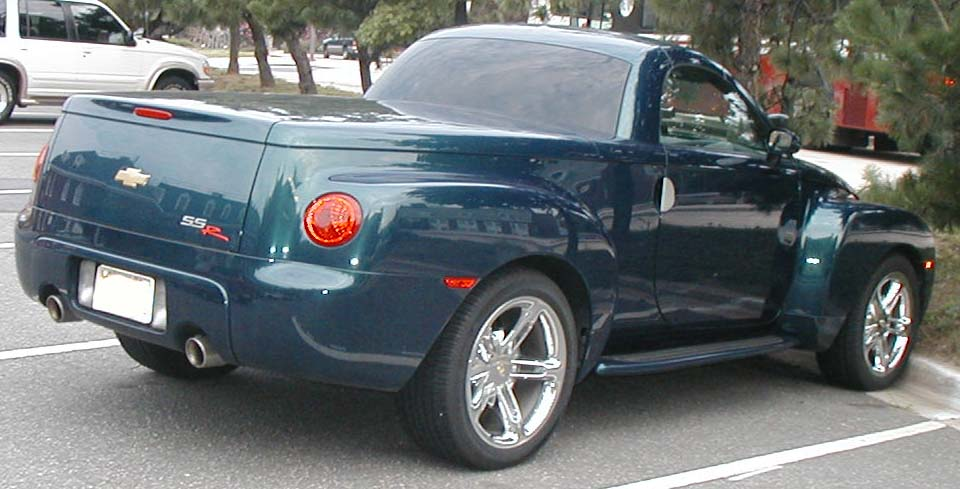
Chevrolet SSR - tył

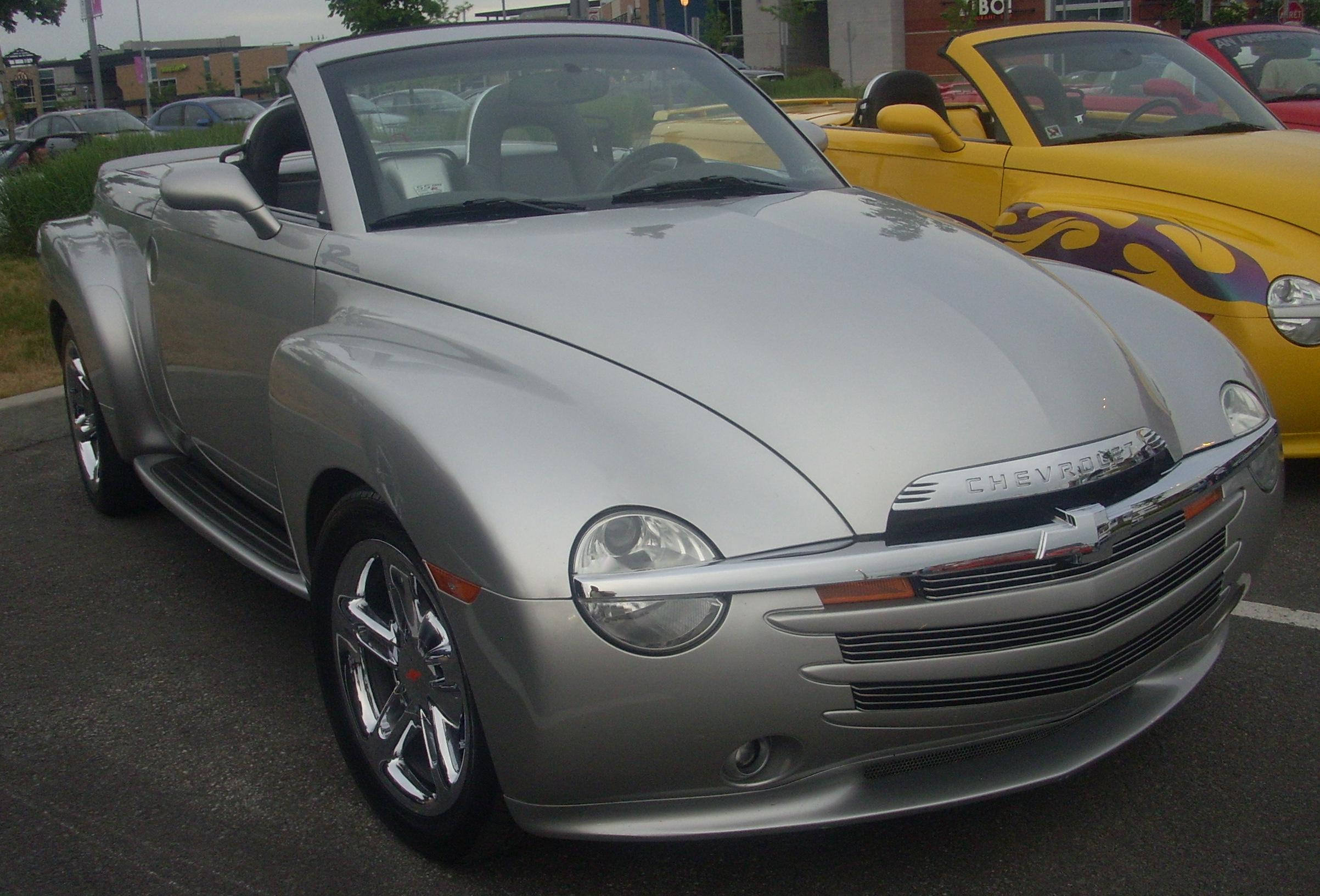
Chevrolet SSR z otwartym dachem

Pierwsze zarysy koncepcji Chevroleta SSR (skrót od Super Sport Roadster) powstały w 1999 roku. Wzorem dla SSR stał się pick-up Advance Design produkowany w latach 1947-1952. Projektanci postanowili wyposażyć swoje auto w zdejmowany sztywny dach, tworząc w ten sposób pojazd będącym połączeniem półciężarówki i roadstera. Samochód zadebiutował w formie studyjnej na wystawie samochodowej w Detroit w 2000 roku pośród dziewięciu innych aut GM.

### Konstrukcja
Aby obniżyć koszty produkcji, konstruktorzy SSR-a zdecydowali się skorzystać z podzespołów produkowanego już modelu TrailBlazer. Od nowa skonstruowali natomiast aluminiowy silnik C8 o pojemności 6 l i mocy 401 KM, z którym współpracuje automatyczna skrzynia biegów o 4 przełożeniach GM 4L60-E Hydra-Matic. Napęd na tylne koła o średnicy 20 cali jest przenoszony za pomocą dyferencjału systemu Torsen o ograniczonym poślizgu, który w połączeniu z systemem kontroli trakcji zapewnia optymalne rozłożenie mocy na koła pojazdu.
Dla projektantów silnika istotnym czynnikiem był dźwięk SSR-a. Inżynierowie starali się uzyskać ton podobny do wydawanego przez tłumiki Chevroleta Camaro SS. Pick-up Chevroleta wyposażony był, wzorem pojazdu typu hod-rod, w koła różniące się od siebie szerokością i średnicą - z przodu zastosowano zaprojektowane specjalnie dla tego modelu niskoprofilowane ogumienie Goodyear o wymiarze 225/45 R19, natomiast z tyłu 295/40 R20. Zawieszenie przednie oparto na podwójnych wahaczach poprzecznych tylne to oś wielowahaczowa.

### Wygląd
Samochód zarysowano w formie retro. Odstające od nadwozia przednie błotniki, charakterystyczna atrapa chłodnicy, okrągłe reflektory, kształt kabiny - wszystko to przypomina starą amerykańską półciężarówkę. Osłona tylnej przestrzeni ładunkowej przykryta jest podnoszoną automatycznie pokrywą opracowaną we współpracy z firmami ASC i Karmann.
Stylistyka wnętrza Chevroleta SSR nawiązuje do konstrukcji z lat 50. Deska rozdzielcza jest podzielona na dwie połowy, klamki i przełączniki są stylizowane na te spotykane starych autach marki. Wiele elementów wykonano z metalu o satynowej powierzchni. Zadbano też o takie detale jak schowek na rękawiczki, popielniczka i radio - wszystkie te elementy są utrzymane w stylistyce lat 50. Niektóre części wnętrza pokryto lakierem w kolorze nadwozia, co również było typowe dla starych półciężarówek Chevroleta.
Mimo odważnej stylistyki i niezbyt praktycznej karoserii, projekt SSR-a zdecydowano się wprowadzić do seryjnej produkcji. Początkowo planowano wytwarzać kilkanaście tysięcy sztuk SSR-a rocznie. Popyt na auto okazał się niższy w porównaniu z tym, którego oczekiwano. Produkcję zakończono ostatecznie w 2006 roku.

## Dane techniczne
- Silnik
  - Pojemność skokowa: 6000 cm³
  - Średnica cylindra x skok tłoka: 101,6 x 92 mm
  - Stopień sprężania: 10,9
  - Moc maksymalna: 390 KM (291 kW) przy 5400 obr./min
  - Maks. moment obrotowy: 549 Nm przy 4400 obr./min
- Podwozie
  - Zawieszenie przednie: dwa wahacze poprzeczne, sprężyna śrubowa i stabilizator poprzeczny
  - Zawieszenie tylne: oś sztywna, sprężyna śrubowa i stabilizator poprzeczny
  - Hamulce przód/tył: Tarczowe wentylowane/Tarczowe wentylowane
  - ABS i ASR
- Wymiary i masy
  - Rozstaw osi: 2946 mm
  - Rozstaw kół przód/tył: 1628/1648 mm
  - Masa własna: 2159 kg
  - DMC: 2744 kg
  - Pojemność bagażnika: 671 l
  - Pojemność zbiornika paliwa: 95l
- Osiągi
  - Przyśpieszenie 0-100 km/h: 5,5 s
  - Prędkość maksymalna: 240 km/h
  - Zużycie paliwa: 13,8 l/100km